# Clara Marques Mendes
Maria Clara Gonçalves Marques Mendes (30 de Abril de 1970) é uma advogada e política portuguesa. Atualmente, desempenha as funções de Secretária de Estado da Ação Social e da Inclusão da República Portuguesa, do XXIV Governo, desde 5 de abril de 2024.

## Biografia
Natural de Fafe, é filha de António Marques Mendes, que foi advogado e dirigente do PSD, e de sua mulher Maria Isabel Gonçalves. É também irmã de Luís Marques Mendes.
Licenciada em Direito, é advogada.
Foi deputada municipal na Assembleia Municipal de Fafe.
Foi deputada pelo Partido Social Democrata durante a XII Legislatura (de 20 de junho de 2011 a 22 de outubro de 2015) e a XIII Legislatura (de 23 de outubro de 2015 a 24 de outubro de 2019), cargo que ocupa também desde o início da XIV Legislatura, a 25 de outubro de 2019. Foi sempre  eleita pelo Círculo Eleitoral de Braga. Fez parte das Comissões Parlamentares de Assuntos Constitucionais, Direitos, Liberdades e Garantias como suplente, de Defesa Nacional, de Trabalho e Segurança Social e eventual para o Reforço da Transparência no Exercício de Funções Públicas, e aos Grupos de Trabalho de Audição de Peticionantes, como coordenadora, e de Alteração da Composição do CES, como coordenadora. ,